# 陳尚萱
陳尚萱（英語：Celine Chan Sheung Huen，2002年2月8日—）是香港新聞從業員，目前為無綫電視翡翠台和明珠台港聞記者。 她亦是皇馬、車路士球迷。

## 簡歷
陳尚萱在小學及中學階段分別就讀協恩中學附屬小學、拔萃女書院，2024年香港大學新聞及策略傳播學學士畢業。她2023年已經加入無綫電視翡翠台（中文頻道）當實習記者，並且在畢業後當全職記者。因為英文說得流利，她亦被安排同時擔任英文頻道明珠台的記者。
陳尚萱因常在鏡頭前展露甜美笑容而受到注意，故被稱為「四萬萱」（衍生自形容笑得開懷的粵語俗語「四萬咁口」），她曾多次被安排在颱風吹襲期間現場報道天氣狀況，在惡劣天氣下仍能保持笑容。2024年中秋節晚上她替明珠台做現場直播報道，切換畫面那時未有通知她開始直播，結果工作人員提她後用廣東話問「咩呀？吓？到我呀？」，之後才用英語開始報道，此表現被視作「天然呆」，反受到歡迎。